# HD35575
HD35575 — хімічно пекулярна зоря спектрального класу B3, що має видиму зоряну величину в смузі V приблизно  6,4.
Вона  розташована на відстані близько 791,6 світлових років від Сонця.

## Пекулярний хімічний вміст
HD35575 належить до Хімічно пекулярних зір з пониженим вмістом гелію 
й в її  зоряній атмосфері спостерігається нестача He у порівнянні з його вмістом в атмосфері Сонця.